# Bistum Møre

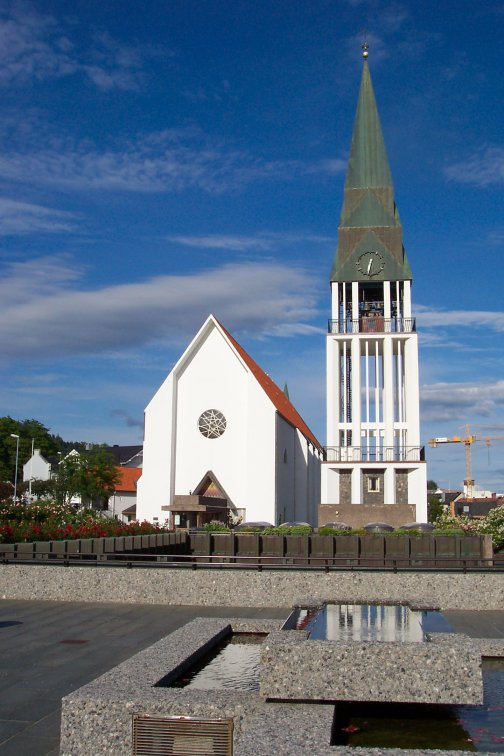
Der Dom in Molde

Karte der lutherischen Bistümer in Norwegen

Das Bistum Møre (norwegisch: Møre bispedøme) ist eine der elf Diözesen der evangelisch-lutherischen Norwegischen Kirche. Der Amtssitz der derzeit amtierenden Bischöfin Ingeborg Midttømme ist in Molde; Kathedrale ist die Molde Domkirke.

## Geschichte
Das Bistum Møre wurde am 18. September 1983 gegründet. Dabei wurden der Bezirk Sunnmøre des Bistums Bjørgvin und Møre og Romsdal und Nordmøre des Bistums Nidaros abgetrennt und zu dem neuen Bistum vereint.

## Umfang
Das Bistum umfasst 97 Kirchengemeinden in 7 Propsteien (norwegisch prosti) in der norwegischen Provinz Møre og Romsdal. In diesem Gebiet leben 266 856 Menschen (Stand 1. Januar 2018), von denen 213 080 Mitglieder der Kirche sind.

## Bischöfe
- 1983–1991: Ole Nordhaug
- 1991–2008: Odd Bondevik
- seit 2008: Ingeborg Midttømme